# Björn Stringheim
Björn Stringheim, född 20 augusti 1975, fotbollsspelare, målvakt.
Stringheim är sen några år tillbaka målvakt för Slätthögs BoIF.
- Tolgs IF
- Slätthögs BoIF
- Ingelstad IK
- Bodens BK
- Herfølge Boldklub
- VPS Vaasa
- Umeå FC
- Östers IF
- Malmö FF (moderklubb)